# Tecia
Tecia é um gênero de traça pertencente à família Agonoxenidae.